# Skoky na lyžích na Zimních olympijských hrách 1972
Skoky na lyžích na Zimních olympijských hrách 1972 v Sapporu zahrnovaly dvě soutěže ve skocích na lyžích. Byly opět i součástí mistrovství světa v klasickém lyžování a kromě olympijských medailí se tak udělovaly i medaile z mistrovství světa.
Místem konání byly skokanské můstky Mijanomori a Ókurajama.

## Přehled medailí
| Pořadí | Země                                 | Zlato | Stříbro | Bronz | Celkově |
| ------ | ------------------------------------ | ----- | ------- | ----- | ------- |
| 1.     | Japonsko (JPN)                       | 1     | 1       | 1     | 3       |
| 2.     | Polsko (POL)                         | 1     | 0       | 0     | 1       |
| 3.     | Švýcarsko (SUI)                      | 0     | 1       | 0     | 1       |
| 3.     | Německá demokratická republika (GDR) | 0     | 0       | 1     | 1       |
| Celkem | Celkem                               | 2     | 2       | 2     | 6       |

## Medailisté

### Muži
| Disciplína     | Zlato                           | Výkon      | Stříbro                          | Výkon      | Bronz                                                 | Výkon      |
| -------------- | ------------------------------- | ---------- | -------------------------------- | ---------- | ----------------------------------------------------- | ---------- |
| střední můstek | Jukio Kasaja · Japonsko (JPN)   | 244,2 bodů | Akicugu Konno · Japonsko (JPN)   | 234,8 bodů | Seidži Aoči · Japonsko (JPN)                          | 229,5 bodů |
| velký můstek   | Wojciech Fortuna · Polsko (POL) | 219,9 bodů | Walter Steiner · Švýcarsko (SUI) | 219,8 bodů | Rainer Schmidt · Německá demokratická republika (GDR) | 219,3 bodů |